# Joan Linares
Joan Linares Rodríguez, noto semplicemente come Joan Linares (Barcellona, 24 febbraio 1975), è un dirigente sportivo ed ex giocatore di calcio a 5 spagnolo.
Con la nazionale spagnola è stato campione del mondo nel 2000 e campione europeo nel 2001.

## Carriera

### Giocatore

#### Club
Utilizzato nei ruoli di pivot o ala, Linares ha militato in diverse tra le migliori società spagnole, spesso insieme al gemello Andreu. Debutta nel Barcellona, dove gioca due stagione dal 1993 al 1995. In seguito si trasferisce al CLM Talavera con cui vince uno scudetto, una supercoppa e l'European Champions Tournament 1997-1998, venendo eletto per tre volte migliore esterno del campionato spagnolo. Nel 2000 passa al Castellón con cui vince il campionato 2000-01, l'European Champions Tournament 2000-2001 e una Coppa UEFA. Nel 2002 si trasferisce al Boomerang Interviú con cui conquista quattro scudetti, tre coppe di Spagna e altrettante supercoppe. Vince inoltre due Coppe UEFA (2004 e 2006) e tre edizioni della Coppa Intercontinentale (2005, 2006, 2007).

#### Nazionale
Con la nazionale spagnola è stato campione sia del mondo al FIFA Futsal World Championship 2000, dove in finale ha battuto la nazionale di calcio a 5 del Brasile, sia d'Europa vincendo il campionato continentale del 2001.

### Dirigente
Conclusa la carriera nelle serie minori con il Valdepeñas, nel maggio del 2017 viene nominato direttore sportivo della medesima società.

## Palmarès

### Club
- Campionato spagnolo: 6
CLM Talavera: 1996-97
Castellón: 2000-01
Inter: 2002-03, 2003-04, 2004-05, 2007-08
- Coppa di Spagna: 3
Inter: 2003-04, 2004-05, 2006-07
- Coppa UEFA: 3
Castellón: 2001-02
Inter: 2003-04, 2005-06

### Nazionale
- Campionato mondiale: 1
Guatemala 2000
- Campionato d'Europa: 1
Russia 2001